# Länsväg 117
De Zweedse weg 117 (Zweeds: Länsväg 117) is een provinciale weg in de provincie Skåne län en Kronobergs län in Zweden en is circa 36 kilometer lang. De weg ligt in het zuidelijke deel van Zweden.

## Plaatsen langs de weg
- Hässleholm
- Mala
- Bjärnum
- Vittsjö
- Emmaljunga
- Markaryd

## Knooppunten
- Riksväg 21 bij Hässleholm (begin)
- E4: start gezamenlijk tracé, bij Markaryd
- E4: einde gezamenlijk tracé, en Riksväg 15, bij Markaryd (einde)